# Горайн, Александр Казимир
Александр Казимир Горайн (около 1698 — 24 июля 1774) — церковный и государственный деятель Великого княжества Литовского. Референдарий великий литовский (15 февраля 1762 — 24 июля 1774), епископ жемайтский (1716—1735). Доктор богословия.

## Биография
Польский шляхтич герба «Шренява». Изучал теологию в университете Вильно. Доктор богословия.
Епископ жемайтский (1716—1735). Каноник жемайтский в 1719 году. В 1727 году — стал епископом в Неменчине. Служил в Жемайтии, в соборе Варняя. В 1731 году стал викарием жемайтским и титулярным епископом Ирина (Бизацена). Архидиакон виленский в 1737 году. Был руководителем Вильнюсской духовной семинарии. В 1765 году ушёл на покой.
Референдарий великий литовский (1762—1774). В 1764 году — член конфедерации Великого княжества Литовского. В 1764 году участвовал в выборах короля Станислава Августа Понятовского от Вильненской провинции.
В 1762 году награждён высшей наградой Речи Посполитой орденом Белого Орла.